# Stefano Della Bella
Pour les articles homonymes, voir Della Bella.
Stefano Della Bella ou Étienne de la Belle (à la cour de France), né le 18 mai 1610 à Florence où il est mort le 12 juillet 1664 , est un graveur aquafortiste italien de l'école florentine de la Renaissance, de style maniériste et baroque. Il est connu pour ses gravures sur une grande variété de sujets, notamment des scènes militaires et de cour, des paysages et des scènes de genre animées. Il a laissé 1052 estampes, et plusieurs milliers de dessins, mais un seul tableau connu,.

## Biographie

### Florence
Stefano Della Bella naît dans une famille de peintres, de sculpteurs et d'orfèvres. Il est le fils du sculpteur Francesco di Girolamo Della Bella (mort en 1613). Il se forme auprès de Giovanni Benedetto Castiglione et du médailleur et ciseleur Gasparo Mola. Il travaille brièvement sous Orazio Vanni puis Cesare Dandini, puis s'oriente ensuite vers le dessin et la gravure auprès de Remigio Cantagallina qui a également été l'instructeur de Jacques Callot,. Les premières estampes de Della Bella ressemblent beaucoup à celles de Callot, son œuvre de jeunesse consistant à reproduire les eaux-fortes de ce dernier qui est présent à Florence entre 1612 et 1621, venu suivre les enseignements de Cantagallina.
À l'âge de dix-sept ans, il présente au jeune Giancarlo de' Medici une gravure représentant un banquet au palais Pitti, à la suite de quoi il reçoit des commandes officielles de la famille Médicis.
En 1630, à l'âge de vingt ans, il réalise une copie manuscrite d'une des nombreuses versions manuscrites du Trattato della pittura de Léonard de Vinci qu'il illustre d'une cinquantaine de croquis. Sa copie est publiée en 1792 avec « des gravures précises de tous ses croquis ». En 1632 ou 1633, il reçoit le patronage direct de Lorenzo de Médicis (frère de Cosme II de Médicis et oncle de Giancarlo de 'Medici). À cette époque, il demande à son mécène la permission d'aller à Rome « pour se perfectionner en tant qu'artiste ».

### Rome
Arrivé à Rome en 1633, Stefano della Bella y vit et y étudie pendant six ans. Il réside à la villa Médicis, produisant des vedute, des dessins d'antiquités et d'après Raphaël, mais il étudie aussi les contemporains, en particulier les peintres de bambochades. Il dessine des évènements publics dans une série de carnets de croquis, ainsi que les festivités de la cour des Médicis auxquelles il assiste. Au cours de cette période, son style évolue du maniériste au baroque. Beaucoup de ces dessins sont ensuite transformées en estampes,. 
Il crée une série de six gravures formant un long panneau de 2,5 mètres, montrant l'Entrée cérémonielle de l'ambassadeur de Pologne à Rome en 1633. Il crée également un certain nombre de gravures de vues de Rome. Il retourne fréquemment à Florence pour y travailler sur des commandes pour ses clients.
Il rencontre à Rome des graveurs français et des imprimeurs comme Israël Henriet (oncle d'Israël Silvestre, peintre de la cour) et François Langlois, qui influeront sur sa décision de partir à Paris, quatre ans après la mort de Callot.
De retour à Florence, il exécute pour son mécène Lorenzo de Médicis, une de ses rares peintures aujourd'hui connue, L'Incendie de Troie, où l'on retrouve les éléments de la Rome classique.

### Paris
En 1639, Stefano della Bella quitte Florence pour une dizaine d'années et se rend à Paris où il vit jusqu'en 1650. Il y fréquente des courtisans, des artistes de théâtre et des hommes de lettres. Il adapte son style aux goûts français et est influencé par Rembrandt et d'autres graveurs hollandais. Il fait des voyages en Hollande et en Afrique du Nord.
La majorité des estampes de della Bella datent des années parisiennes. Il arrive quatre ans après la mort de Callot et est déjà connu d'importants éditeurs français. En 1641, le cardinal de Richelieu l'envoie à Arras pour faire des dessins en vue de réaliser des estampes du siège et de la prise de cette ville par l'armée royale. En 1644, le cardinal Mazarin lui commande quatre séries de cartes à jouer éducatives pour le jeune Louis XIV. Ses estampes d'ornement sont très novatrices, semblant attendre avec impatience le Rococo.
Il grave également des vues de Paris, dont une très grande estampe du Pont Neuf, regardant vers le sud depuis l'entrée de la place Dauphine, avec des représentations topographiquement précises des bâtiments au sud du pont sur les rives de la Seine, comme l'église Saint-Germain-l'Auxerrois, le Petit-Bourbon et le palais du Louvre sur la rive droite et l'Hôtel de Nevers, la Tour de Nesle, et au loin, l'abbaye de Saint-Germain-des-Prés, sur la rive gauche. La route sur le pont et devant la plate-forme centrale avec la statue équestre d'Henri IV est encombrée de voitures, de chariots, de personnes et d'animaux. Parmi les 451 personnages pouvant être distingués figurent des mendiants, des gitans, des joueurs de vielle à roue, des enfants et des arracheurs de dents, avec des chevaux, des ânes, des chiens et même un agneau.

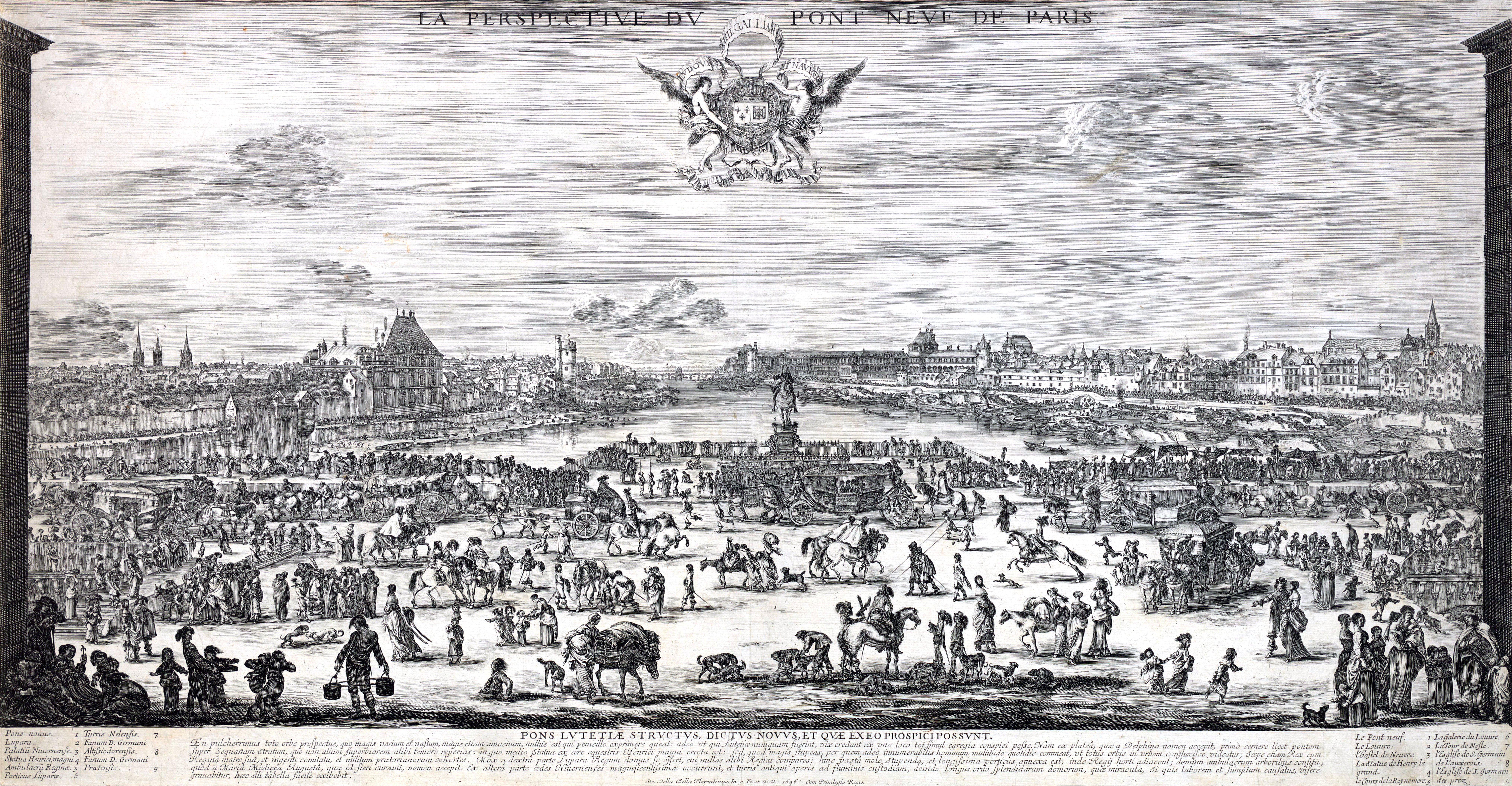
Vue du Pont Neuf, 1646.
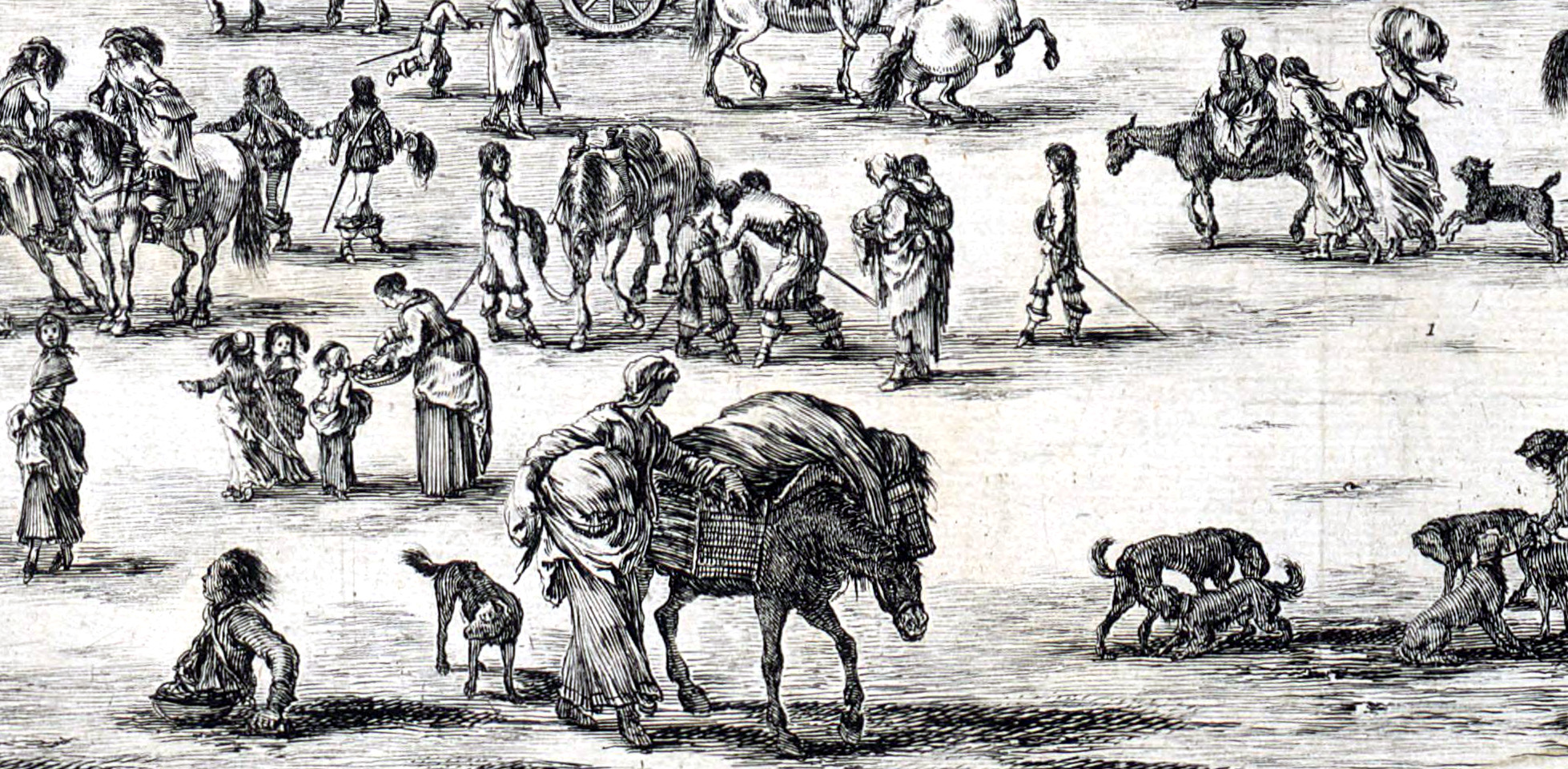
Détail.

### Retour à Florence

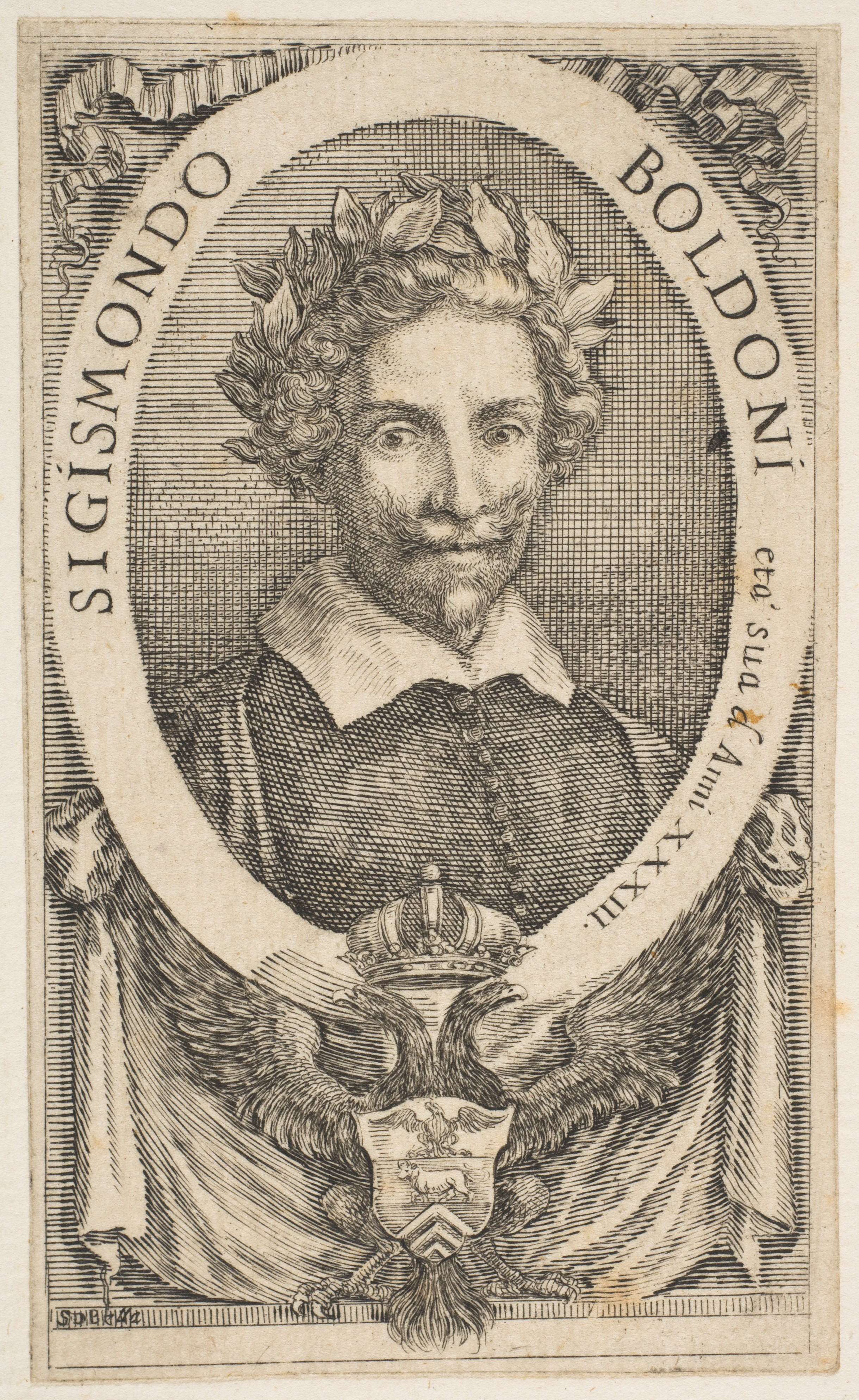
Portrait du poète Sigismondo Boldoni gravé par Stefano della Bella, 1656.

Le sentiment anti-italien français pendant la Fronde et la mort de Mazarin précipitent probablement le retour de della Bella à Florence, où il reçoit une pension du grand-duc Ferdinand II de Médicis, dont il obtient le poste de maître de dessin du prince héréditaire Cosme III de Médicis,. Au cours de ses dernières années, il produit un certain nombre d'estampes expérimentant des effets de tons, bien que ceux-ci soient peu connus à l'époque ; il a longtemps fait beaucoup usage du lavis dans ses dessins et tente maintenant avec un succès considérable d'obtenir des effets similaires à l'eau-forte, bien que seules quelques bonnes impressions puissent être tirées de la plaque. Il exécute des frontispices, des illustrations de fêtes et des vues qui exaltent les splendeurs médicéennes. Il voyage plusieurs fois à Rome, où il grave quelques vues des ruines antiques en continuant à envoyer ses plaques et des feuilles à ses éditeurs parisiens. Della Bella est connu pour avoir illustré quelques découvertes pour Galilée et dépeint Hansken le célèbre éléphant, une fois mort, .  
En 1661, il semble avoir subi un accident vasculaire cérébral, après quoi il produit peu de travail. Il est enterré dans l'église Saint-Ambroise de Florence.
Antonio Francesco Lucini est l'un de ses élèves à Florence.
Stefano de la Belle aura ainsi laissé plus de mille gravures dont les collections du château de Windsor, du musée du Louvre et du Cabinet des dessins et des estampes du musée des Offices sont particulièrement importantes.

## Style
Son goût pour la nature se manifeste dans ses tableaux : ses gravures d'animaux, ses paysages révèlent un style vif et plein de fantaisie, maintenant détaché de l'inspiration initiale de Callot. Il étudie aussi la figure humaine et aborde de nouveaux thèmes : les cartes topographiques, les caprices, la décoration (frises et ornements), les sujets militaires (carrousels, ballets de chevaux, exercices militaires).

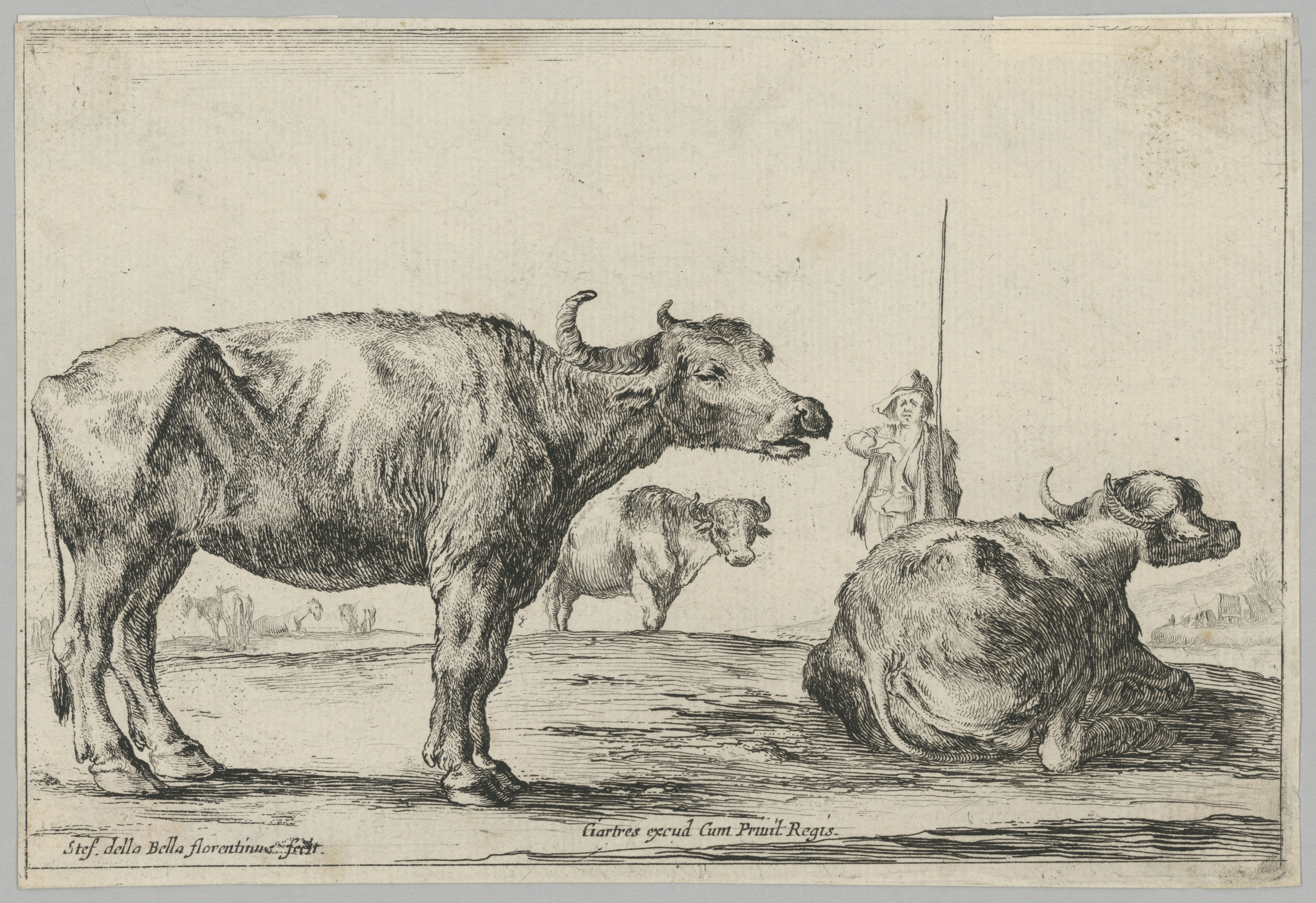
Le Pâtre et les buffles, 1642, eau-forte, 10 x 16 cm. Nemours, Château-Musée, 2019.0.148

## Quelques œuvres
- Le Pâtre et les buffles, 1642, eau-forte, 10 x 16 cm. Nemours, Château-Musée, 2019.0.148.
- La Perspective du Pont Neuf de Paris (1646), Blanton Museum of Art at the University of Texas, Austin[11]
- Paysages maritimes, musée des beaux-arts de Rennes[12]
- Frontispice des œuvres complètes de Paul Scarron[13]
- Bandeaux pour le livre Les Triomphes de Louis-le-Juste, Paris, Imprimerie royale, 1649.
- Le siège d'Arras, Plan et vue de la ville d'Arras, assiégée et prise par les français en 1640 (1641), Eau-forte, 528x390[14].
- Entrée à Rome de l'ambassadeur de Pologne en l'année 1633, département des Arts Graphiques, musée du Louvre :
- L'Incendie de Troie, huile sur pierre de touche (jaspe noir), 43 × 58 cm, musée des Offices, dépôts. Pièce unique dans sa carrière de graveur et dessinateur, ce tableau avait pour pendant L'Enfer ou le Rapt de Proserpine dû à Vincenzo Mannozzi[15].
- Départ d'une galère, graphite, plume et encre brune, 0,078 x 0,166 m, Paris, Beaux-arts de Paris, inv. n°Mas 2262[16].
- Aqua, plume et encre brune, 0,083 x 0,192 m, Beaux-arts de Paris, inv. n°Mas 2263.[17],[18]
- Deux chiens forçant un sanglier, graphite, plume et encre brune, 0,125 x 0,182 m, Beaux-arts de Paris, inv. n°Mas 2265.[19],[20]
- Combat de cavalerie, graphite, plume et encre brune, 0,098 x 0, 017 m, Beaux-arts de Paris, inv. n°Mas 2264.[21],[22]
- Tête casquée, graphite, plume et encre brune, 0,334 x 0,197 m, Beaux-arts de Paris, inv. n°EBA 118.[23],[24]
- Coiffure de théâtre, graphite, plume et encre brune, 0,334 x 0,197 m, Paris, Beaux-arts de Paris, inv. n°Mas 2260.[23],[25]
- La Conversion de saint Paul, graphite, plume, encre brune, lavis brun et encre de Chine, 0,191 x 0,327 m, Paris, Beaux-arts de Paris, inv. n°Mas 2258.[26],[27]
- La Mort triomphante sur un champ de bataille, eau-forte, 1648, Musée Wittert, Liège, inv. 40174